# Patrick Stoof
Patrick Stoof (Tiel, 27 juli 1967) is een Nederlands acteur, tekstschrijver, toneelregisseur en theaterdocent.

## Levensloop
Stoof werd geboren in Tiel en groeide op in Eindhoven en Veghel. Na elf jaar in Veghel te hebben gewoond, verhuisde Stoof op 21-jarige leeftijd naar Amsterdam. In Amsterdam studeerde Stoof een jaar aan de Theater Vormings Klas; het jaar daarop werd hij aangenomen op de Amsterdamse Theaterschool waar hij studeerde voor theaterdocent. Als gastregisseur was hij verbonden aan de Academie voor Kleinkunst en maakte hij onder andere met Plien en Bianca verschillende succesvolle theaterproducties.
In 1998 won hij als cabaretier het Rotterdamse Cameretten met een deel uit zijn soloprogramma Sparren. Na zijn tweede cabaretvoorstelling hield Stoof het theater even voor gezien. Hij ging als tekstschrijver werken voor verschillende televisieprogramma's, zoals Kopspijkers en later Koppensnellers. Met enige regelmaat was hij als typetje in het programma te zien.
Daarnaast is Stoof actief als stemacteur en speelde hij verschillende gastrollen op televisie, onder andere in Hoeksteen & Groenstrook,  Grijpstra en de Gier, Flikken Maastricht en Daar Vliegende Panters. Stoof speelde de rol van Barry in de Net5-serie S1NGLE. In 2009 en 2010 was hij te zien in Van Zon op Zaterdag als tv-kok Yan. Ook speelde hij een kleine rol van de baas van Gerrie in de bioscoopfilm New Kids Turbo, die in december 2010 uitkwam. In februari 2011 verscheen Bluf in de bioscoop, de eerste speelfilm waarin hij de hoofdrol vertolkte.
Als kandidaat was Patrick Stoof in 2011 te zien in het televisieprogramma Wie is de Mol? Op 17 maart 2011 was de ontknoping van het programma, waarin duidelijk werd dat Stoof de Mol was. Art Rooijakkers ging met het prijzengeld naar huis tijdens de finale.
Sinds 2014 speelt hij ook als collega Gerrit in de humoristische serie Toren C, en als de crimineel Freddy van Nuenen in de politieserie Smeris. In 2017 keerde hij terug in Smeris, als de tweelingbroer Lars van Nuenen.
In 2016 deed Stoof mee aan het derde seizoen van het programma Maestro. Hij was de eerste afvaller.
Verder was Stoof te zien in aantal nationale en internationale commercials. Voor onder andere McDonald's (winnaar Gouden lamp 2006), KPN Telecom (de Dongel), UPS (als tegenspeler van Jean Reno) en sinds 2011 Telfort, als ex-miljonair Hans van de Berg.
In 2005 maakte Stoof samen met acteur/muzikant Jonathan Brown onder de naam Evil Twins het Engelstalige LHO: Lee Harvey Oswald, the musical. Na een succesvolle tournee in Nederland werden ze uitgenodigd voor het internationale Fringefestival in Edinburgh, waar ze een maand met veel succes hebben gespeeld.
In augustus 2018 was Stoof te zien in een gastrol in de film van youtuber Dylan Haegens genaamd De Film van Dylan Haegens. In 2020 was Stoof te zien in de bioscoopfilm Alles is zoals het zou moeten zijn. Eind 2022 was hij een van de presentatoren van De Bierkalender: Aftellen naar kerst op Viaplay. In het najaar van 2023 was hij te zien als autoverkoper in de bioscoopfilm Bon Bini: Bangkok Nights.
Eind 2024 had hij samen met Brigitte Kaandorp in IJmuiden een kerstshow genaamd Fred en Lia's Grote Advent Show.